# Lagny
Pour les articles homonymes, voir Lagny (homonymie).
Lagny ne doit pas être confondu avec Lagny-le-Sec (60) ou Lagny-sur-Marne (77)
Lagny est une commune française du département de l'Oise en région Hauts-de-France.

## Géographie

### Description
Lagny est un village picard du Noyonnais située au nord-est du département de l'Oise, à 13 km à vol d'oiseau au sud-est de Roye, 37 km au sud-ouest de Saint-Quentin, 22 km à l'ouest de Chauny, 8 km au nord-ouest de Noyon et 23 km au nord-est de Compiègne.
La commune se trouve dans l'aire d'attraction de Compiègne ainsi que dans sa zone d'emploi, et dans le bassin de vie de Noyon.

### Communes limitrophes
Les communes limitrophes sont  Candor, Catigny, Cuy, Dives, Porquéricourt, Sermaize et Suzoy.

### Géologie et relief
La superficie de la commune est de 10,77 km2 ; son altitude varie de 59  à   163 mètres.
En 1850, Louis Graves indiquait que « le territoire de Lagny forme une plaine inégale entre les buttes de Porquéricourt, de Suzoy, de Cuy, la route départementale de Noyon à Roye qui lui sert de limite au nord-est, et la butte de Lagny qui est placée vers la limite septentrionale. Le chef-lieu bâti au pied de cette butte, présente une rue principale pavée, longue de deux mille mètres. Deux ruisseaux naissant dans l'étendue de la commune. s'écoulent vers la vallée de Verse
La montagne de Lagny, au nord du village, offre de son sommet une vue magnifique sur le Santerre et le Vermandois, Il y a sur la déclivité méridionale de cette colline une tombelle, nommée dans le pays le Chatelet ou Catelet. C'est une butte circulaire, haute de quinze mètres, large de quarante, et qui porte une forte dépression dans son centre ; elle est couronnée par un bouquet de vieux arbres qui la font distinguer de loin.
Une seconde tombelle pareille à celle-ci existe sur la même colline du côté de Candor ».

### Hydrographie

#### Réseau hydrographique

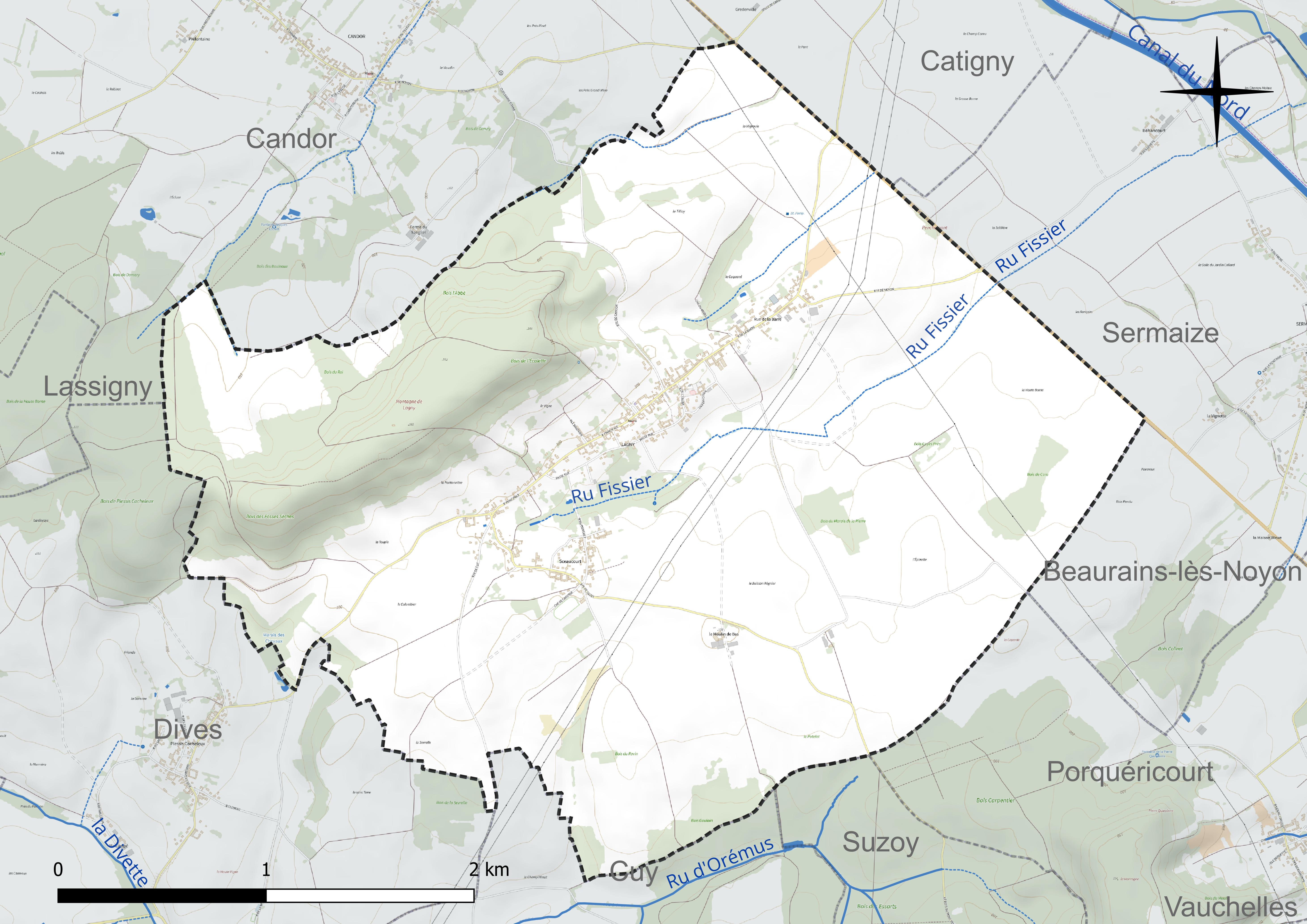
Réseau hydrographique de Lagny.

La commune est située dans le bassin Seine-Normandie.
Elle est drainée par le fossé 01 de la commune de Candor, le fossé 02 de la commune de Lagny et le ru Fissier,,.

#### Gestion et qualité des eaux
Le territoire communal est couvert par le schéma d'aménagement et de gestion des eaux (SAGE) « Sensée ». Ce document de planification concerne un territoire de 1 013 km2 de superficie, délimité par le bassin versant de l'Oise moyenne. Le périmètre a été arrêté le 24 avril 2017 et le SAGE est, en 2024, encore en élaboration. La structure porteuse de l'élaboration et de la mise en œuvre est le syndicat mixte du SAGE Oise-Moyenne (SMOM).
La qualité des cours d'eau peut être consultée sur un site dédié géré par les agences de l'eau et l'Agence française pour la biodiversité.

### Climat
Pour des articles plus généraux, voir Climat des Hauts-de-France et Climat de l'Oise.
En 2010, le climat de la commune est de type climat océanique dégradé des plaines du Centre et du Nord, selon une étude du CNRS s'appuyant sur une série de données couvrant la période 1971-2000. En 2020, Météo-France publie une typologie des climats de la France métropolitaine dans laquelle la commune est exposée à un climat océanique et est dans la région climatique Nord-est du bassin Parisien, caractérisée par un ensoleillement médiocre, une pluviométrie moyenne régulièrement répartie au cours de l'année et un hiver froid (3 °C).
Pour la période 1971-2000, la température annuelle moyenne est de 10,5 °C, avec une amplitude thermique annuelle de 14,8 °C. Le cumul annuel moyen de précipitations est de 716 mm, avec 11,1 jours de précipitations en janvier et 8,9 jours en juillet. Pour la période 1991-2020, la température moyenne annuelle observée sur la station météorologique la plus proche, située sur la commune de Chauny à 22 km à vol d'oiseau, est de 11,1 °C et le cumul annuel moyen de précipitations est de 709,9 mm,. Pour l'avenir, les paramètres climatiques de la commune estimés pour 2050 selon différents scénarios d'émission de gaz à effet de serre sont consultables sur un site dédié publié par Météo-France en novembre 2022.

## Urbanisme

### Typologie
Au 1er janvier 2024, Lagny est catégorisée commune rurale à habitat dispersé, selon la nouvelle grille communale de densité à sept niveaux définie par l'Insee en 2022.
Elle est située hors unité urbaine. Par ailleurs la commune fait partie de l'aire d'attraction de Compiègne, dont elle est une commune de la couronne,. Cette aire, qui regroupe 101 communes, est catégorisée dans les aires de 50 000 à moins de 200 000 habitants,.

### Occupation des sols

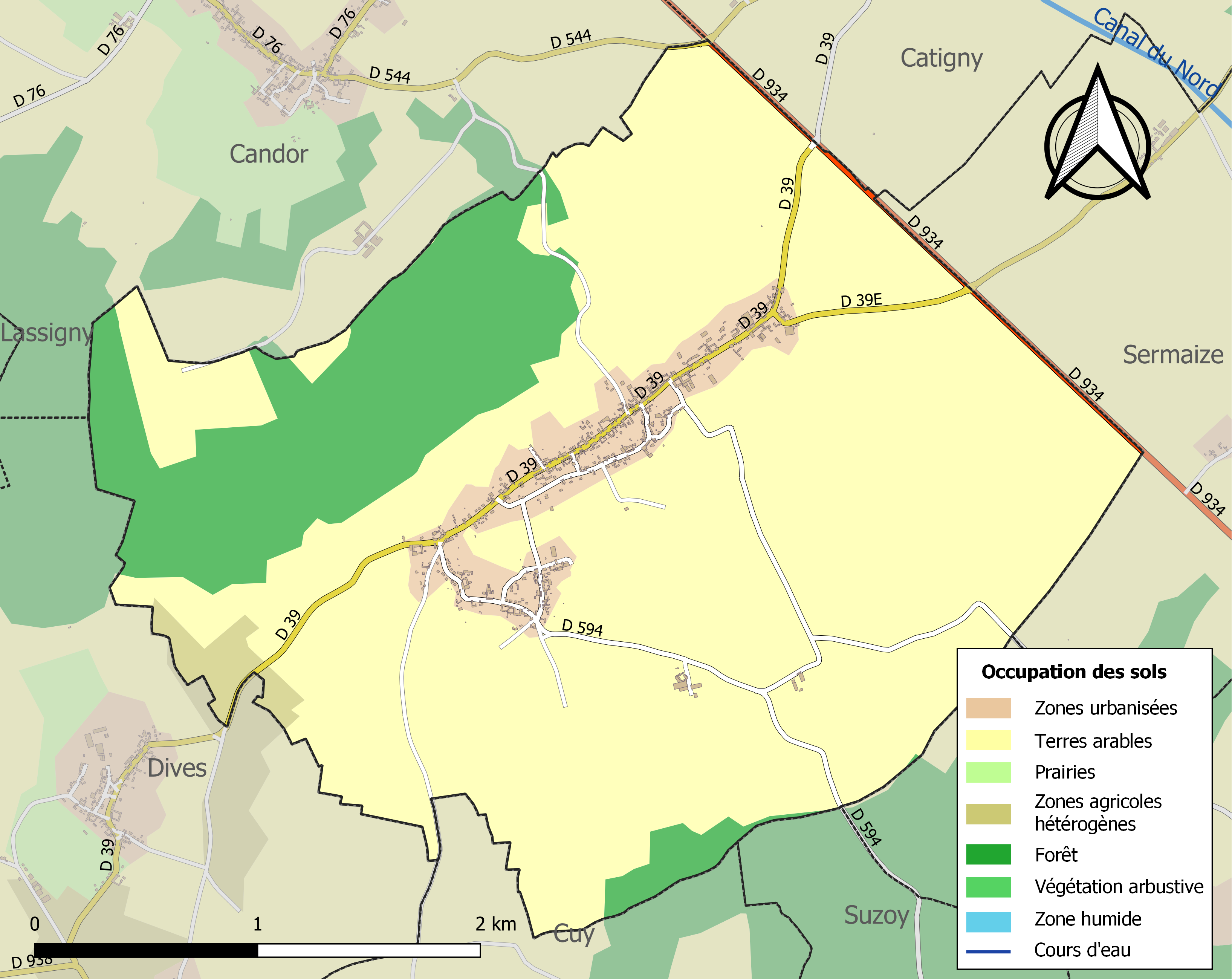
Carte des infrastructures et de l'occupation des sols de la commune en 2018 (CLC).

L'occupation des sols de la commune, telle qu'elle ressort de la base de données européenne d'occupation biophysique des sols Corine Land Cover (CLC), est marquée par l'importance des territoires agricoles (76,4 % en 2018), en diminution par rapport à 1990 (79,4 %).
La répartition détaillée en 2018 est la suivante :terres arables (75,1 %), forêts (17 %), zones urbanisées (6,6 %), zones agricoles hétérogènes (1,3 %).
L'évolution de l'occupation des sols de la commune et de ses infrastructures peut être observée sur les différentes représentations cartographiques du territoire : la carte de Cassini (XVIIIe siècle), la carte d'état-major (1820-1866) et les cartes ou photos aériennes de l'IGN pour la période actuelle (1950 à aujourd'hui).

### Lieux-dits, hameaux et écarts
Seaucourt est un hameau établi en continuité du village, à son sud-ouest.

### Habitat et logement
En 2021, le nombre total de logements dans la commune était de 252, alors qu'il était de 244 en 2016 et de 237 en 2011.
Parmi ces logements, 83,9 % étaient des résidences principales, 5,5 % des résidences secondaires et 10,6 % des logements vacants. Ces logements étaient pour 99,2 % d'entre eux des maisons individuelles et pour 0,8 % des appartements.
Le tableau ci-dessous présente la typologie des logements à Lagny en 2021 en comparaison avec celle de l'Oise et de la France entière. Une caractéristique marquante du parc de logements est ainsi une proportion de résidences secondaires et logements occasionnels (5,5 %) supérieure à celle du département (2,4 %) mais inférieure à celle de la France entière (9,7 %). 
| Typologie                                               | Lagny | Oise | France entière |
| ------------------------------------------------------- | ----- | ---- | -------------- |
| Résidences principales (en %)                           | 83,9  | 90,5 | 82,2           |
| Résidences secondaires et logements occasionnels (en %) | 5,5   | 2,4  | 9,7            |
| Logements vacants (en %)                                | 10,6  | 7    | 8,1            |

### Voies de communication et transports
Le territoire communal est limité au nord-est par l'ancienne route nationale 334 (actuelle RD 934) qui relie Soissons à Amiens, en emprunter le tracé d'une ancienne Chaussée Brunehaut
La commune est desservie, en 2023, par les lignes 679 et 6307 du réseau interurbain de l'Oise.

## Toponymie
Le nom de la localité est attesté sous les formes Hugo majorville Ligniaci (1155) ; Lagniaci (1201) ; Laigni (1233) ; apud Legniacum siccum (1241) ; in territorio de Legniaco (1255) ; de Lagniaco sicco (1255) ; apud laigni (1255) ; in via de lengny (1256) ; sires de Leigni (1267) ; Jehans de Leigni (1267) ; le cens de laigni (1267) ; se grange de laigny (1308) ; Jehan de laigny (1356) ; Laigni le sec (1375) ; Laigny les Chasteigners pres Noyon (XIVe) ; Laigny (vers 1517) ; Lagni (vers 1517) ; Laigny les Castigniers (1531) ; Laigny les Chastigniers (XVIe) ; Laigny les Chastigneux (XVIe) ; Lagny (1840).
Le village a toujours eu une activité avec de nombreux métiers liés à l'exploitation du bois, en particulier les châtaigniers.
Certains lieux avaient des noms relativement significatifs, Ch'Carcan, Ch'ju d'Battoirs, la ruelle d'yô ou d'ieu (eau en Picard) qui menait aux nombreuses sources se déversant dans « Ch'Marais ».

## Histoire

### Antiquité
Le village est en léger surplomb de la branche Lyon-Boulogne de la voie romaine d'Agrippa, à quelques kilomètres au nord de Noyon, ce qui lui donne alors une position stratégique.
Il n'est pas rare d'y trouver des pierres taillées, ou polies, en particulier près des marais (rosy et Marais de la pierre), ce qui tend à prouver que le site est habité depuis des temps très reculés.
Sur la colline, dans la partie ouest, on peut découvrir « Ch'Catelet », butte de terre de quelques mètres de haut qui domine toute la région qui selon certains écrits aurait pu être un observatoire romain.

### Moyen Âge
Le versant est de la colline (près du château d'eau) cache un ancien cimetière contenant des sarcophages en pierre dits de l'époque des Templiers (un exemplaire serait au musée de Noyon).
Ce village possédait un château fortifié détruit une première fois le 2 décembre 1430 par les Bourguignons ayant levé le siège de Compiègne.
Le 9 juin 1436, la seigneurie de Laigny-les-Châtaigniers est vendue par Jeanne de Sains à Guillaume de Flavy.

### Temps modernes
Vers l'extrémité est de la colline, près du point géodésique, se trouvait « Ch'moulin d'heu » dont il ne reste que la citerne. Un second moulin se trouvait à l'emplacement de la ferme dite « Du moulin de bas » que l'on retrouve sur les cartes du XVIIIe siècle[réf. nécessaire]
Louis Graves indiquait « Il y avait un ancien château flanqué de quatre tours, dont une fut abattue par ordre du roi Louis XV. parce que le marquis d'Harbouville qui en était propriétaire, s'était caché parmi les morts dans une bataille des guerres de Hanovre. Les trois fils de ce marquis se firent tuer les armes à la main, en huit mois, par excès
de bravoure ».

### Révolution française et Empire
Au XIXe siècle, un troisième moulin était en service sur le lieu-dit « Penchemont », près de l'ancienne voie romaine.
Le village avait une activité agricole classique, avec de l'élevage et de nombreux métiers liés à l'exploitation du bois. En particulier, le châtaignier était utilisé pour la fabrication des échelles destinées à la cueillette des fruits. On y fabriquait aussi des tonneaux, des sabots, et du charbon de bois : des vestiges des fours subsistent sur le versant nord-est de la colline au lieu-dit « Ché Fours ».
Le château est ruiné vers 1792, puis de nouveau détruit en 1820 ; il reste quelques vestiges (près de l'église).[réf. nécessaire]
En 1850, la commune dispose de sa mairie, d'une école et de pâtures communales. On y compte alors trois moulins à vent, une carrière et une cendrière. La population comprend beaucoup de bûcherons et quelques tisserands.

#### Première Guerre mondiale
Village se trouvant sur le front de la Première Guerre mondiale, Lagny est, dès le début des hostilités, occupé par un régiment de uhlans.
Durant cette occupation, le 19 septembre 1914, à la droite de la mairie, les Allemands ont fusillé : Picart Paul, maire ; Flamant Denis, curé ; Lavacquery Fernand ; Lavacquery Octave ; Leclerc Jules : pris comme otages, ils ont été obligés de creuser leur tombe avant de mourir fusillés en représailles d'une attaque imaginaire. Un garde allemand paniqué aurait tiré à la suite d'un bruit suspect. Une plaque commémorative] au nom des suppliciés est apposée au mur de la mairie. Le commandant a fait rassembler toutes les femmes sur la place du village en vue de faire "son choix" mais une d'entre elles, dont le nom était toujours prononcé à voix basse, s'est portée volontaire.
Un réseau de cagnas abritait les troupes allemandes à l'ouest de la colline qui domine le village à 160 mètres. Les entrées sont encore visibles de nos jours.
L'église est détruite par des français bombardements en mars 1918. À la fin de la guerre en 1918, le village est pratiquement totalement en ruine. À ce jour, certaines « ruines » subsistent encore.
La commune est décorée de la Croix de guerre 1914-1918 le 15 février 1921.

Lagny détruit
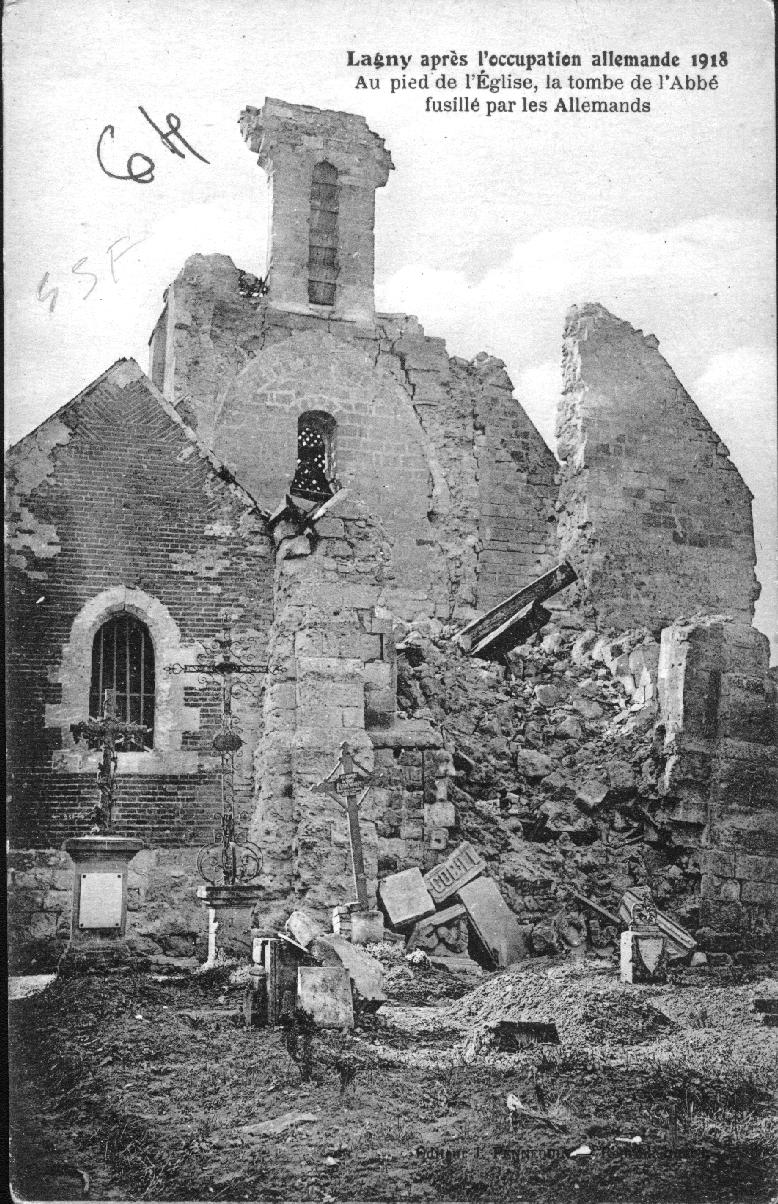
Ruines de l'église.
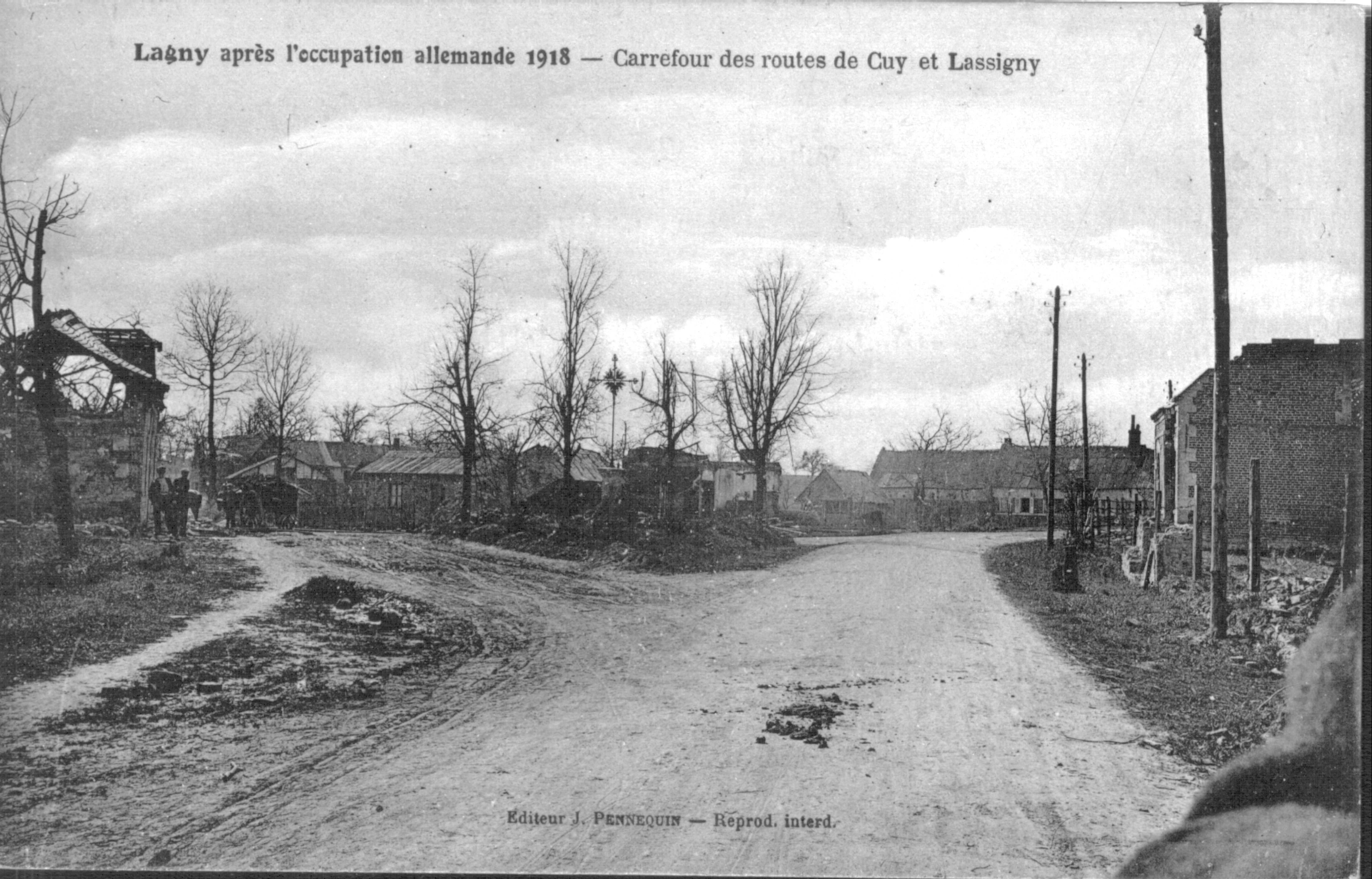
Carrefour des routes de Cuy et Lassigny.
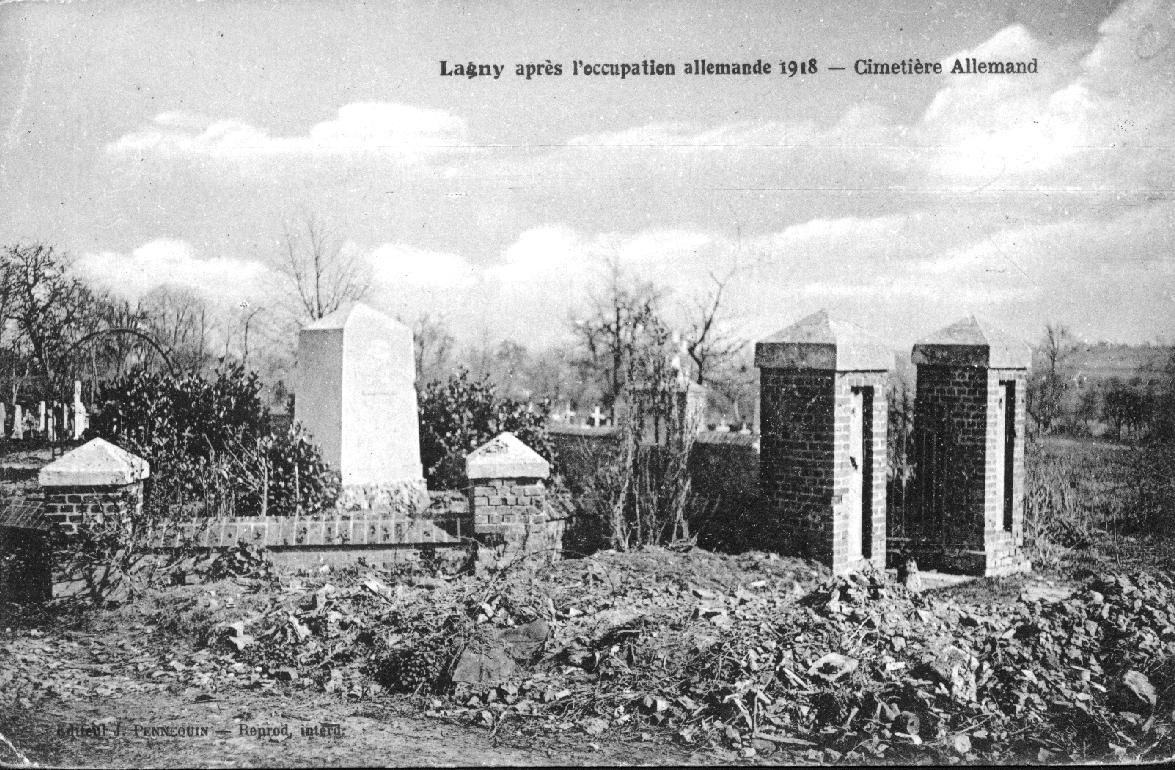
Cimetière militaire allemand en 1918.
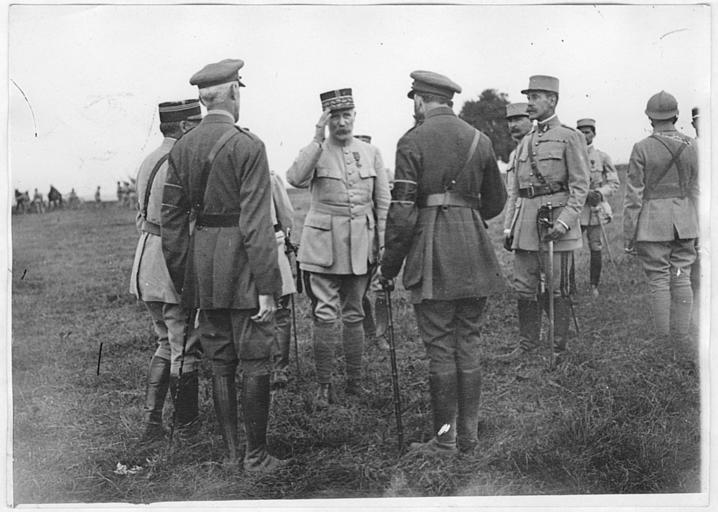
Le général Pétain à Lagny en 1917 avec les correspondants de guerre.

#### Seconde Guerre mondiale
Lors de la Deuxième Guerre mondiale le village a relativement été épargné. Quelques bombardements aériens ont eu lieu près du marais où un convoi français avait été abandonné.
Par contre le village a été évacué et plusieurs personnes ont été tuées sur la route de l'exode.
Du fait de son isolement des axes de communications, un réseau de résistance y a amené des équipages anglais et surtout américains qui ont séjourné plusieurs mois cachés dans quelques fermes, nourri par les familles. Il y a même eut un déserteur allemand que certains avaient pris pour un Anglais et qui fut maladroitement mis en contact avec ces aviateurs américains provoquant une angoisse énorme quand ceux-ci ont découvert son origine allemande. Heureusement ce déserteur était loyal, Schaefer, connu sous le surnom d'Alfred. Il s'est même engagé pour remercier la France disait-il, dans la Légion étrangère française et est mort en Indochine en 1948.
Un petit livre paru aux États-Unis retrace le parcours de ces pilotes, abattus près de Péronne dans la Somme et qui ont trouvé refuge à Lagny d'avril à septembre 1944.
Un livre écrit par ces pilotes, paru aux États-Unis, retrace leur parcours dont un chapitre est consacré à Lagny.

#### Des années 1960 à aujourd'hui
Dans les années 1960, le village avait deux écoles, un bureau de poste, deux boulangeries, deux épiceries, un garage automobile, un maréchal-ferrant, un poissonnier, deux grainetiers, trois bistrots, un menuisier, un plâtrier, une entreprise de plomberie couverture, une entreprise de maçonnerie et de nombreuses fermettes.
À cette même époque, un marché aux fruits rouges se tenait sur la place du village vers fin juin et en juillet. Des centaines de kilos de cerises étaient chargées dans des camions chaque soir.
Vers 1964, le village a compté plus de 600 habitants, essentiellement des ouvriers de la Société Ballot employés à l'achèvement du canal du Nord à l'abandon depuis plus de 50 ans.
Il ne subsiste qu'un bistrot et quelques exploitations agricoles. Le marché aux fruits rouges n'existe plus, les fruits, pour une grande partie, servent de nourriture aux sansonnets qui peuvent piller un cerisier adulte en quelques minutes.

## Politique et administration

### Rattachements administratifs et électoraux

#### Rattachements administratifs
La commune se trouve dans l'arrondissement de Compiègne du département de l'Oise.
Elle faisait partie depuis 1793 du canton de Lassigny. Dans le cadre du redécoupage cantonal de 2014 en France, cette circonscription administrative territoriale a disparu, et le canton n'est plus qu'une circonscription électorale.

#### Rattachements électoraux
Pour les élections départementales, la commune fait partie depuis 2014 du canton de Thourotte.
Pour l'élection des députés, elle fait partie de la sixième circonscription de l'Oise.

### Intercommunalité
Lagny est membre de la communauté de communes du Pays des Sources, un établissement public de coopération intercommunale (EPCI) à fiscalité propre créé en 1997 et auquel la commune a transféré un certain nombre de ses compétences, dans les conditions déterminées par le code général des collectivités territoriales.

### Liste des maires
| Période                                  | Période                     | Identité             | Étiquette | Qualité |
| ---------------------------------------- | --------------------------- | -------------------- | --------- | --- |
| Les données manquantes sont à compléter. |                             |                      |           | |
|                                          |                             |                      |           | |
|                                          | septembre 1914              | Paul Picart,         |           | Maire fusillé le 19 septembre 1914 comme otage par l’ennemi |
|                                          |                             |                      |           | |
| juin 1995                                | mars 2008                   | André Van Moorleghem |           | |
| mars 2008                                | En cours (au 15 avril 2022) | Sebastien Nancel     | DVG,      | Employé Conseiller départemental de Thourotte (2015 → ) Vice-président de la CC du Pays des Sources (2014 → ) Conseiller municipal de Muirancourt (1995 → 2001) Réélu pour le mandat 2020-2026, |

## Équipements et services publics

### Enseignement
Les enfants de la commune sont scolarisés avec ceux de Dives et Cuy dans le cadre d'un regroupement pédagogique intercommunal (RPI) qui accueille en 2020 98 élèves repartis dans quatre classes de la petite section de maternelle au CM2, dont deux situiées à Lagny,.

### Santé, petite enfance et solidarité
Un cabinet infirmier est implanté en 2022 côté de la Maison des associations.

### Justice, sécurité, secours et défense
En 2023 est mis en service un système de vidéosurveillance équipé de 23 caméras raccordées au centre de supervision urbain du département.

## Population et société

### Démographie

#### Évolution démographique
L'évolution du nombre d'habitants est connue à travers les recensements de la population effectués dans la commune depuis 1793. Pour les communes de moins de 10 000 habitants, une enquête de recensement portant sur toute la population est réalisée tous les cinq ans, les populations de référence des années intermédiaires étant quant à elles estimées par interpolation ou extrapolation. Pour la commune, le premier recensement exhaustif entrant dans le cadre du nouveau dispositif a été réalisé en 2005.

En 2022, la commune comptait 524 habitants, en évolution de −1,13 % par rapport à 2016 (Oise : +0,87 %, France hors Mayotte : +2,11 %).
| 1793 | 1800 | 1806 | 1821 | 1831 | 1836 | 1841 | 1846 | 1851 |
| ---- | ---- | ---- | ---- | ---- | ---- | ---- | ---- | ---- |
| 693  | 800  | 837  | 765  | 796  | 876  | 838  | 839  | 844  |

| 1856 | 1861 | 1866 | 1872 | 1876 | 1881 | 1886 | 1891 | 1896 |
| ---- | ---- | ---- | ---- | ---- | ---- | ---- | ---- | ---- |
| 755  | 721  | 715  | 669  | 658  | 623  | 616  | 608  | 607  |

| 1901 | 1906 | 1911 | 1921 | 1926 | 1931 | 1936 | 1946 | 1954 |
| ---- | ---- | ---- | ---- | ---- | ---- | ---- | ---- | ---- |
| 581  | 557  | 570  | 448  | 514  | 478  | 463  | 453  | 435  |

| 1962 | 1968 | 1975 | 1982 | 1990 | 1999 | 2005 | 2006 | 2010 |
| ---- | ---- | ---- | ---- | ---- | ---- | ---- | ---- | ---- |
| 530  | 500  | 469  | 479  | 478  | 465  | 480  | 483  | 533  |

| 2015 | 2020 | 2022 | - | - | - | - | - | - |
| ---- | ---- | ---- | - | - | - | - | - | - |
| 532  | 533  | 524  | - | - | - | - | - | - |

#### Pyramide des âges
La population de la commune est relativement jeune.
En 2018, le taux de personnes d'un âge inférieur à 30 ans s'élève à 34,9 %, soit en dessous de la moyenne départementale (37,3 %). À l'inverse, le taux de personnes d'âge supérieur à 60 ans est de 23,3 % la même année, alors qu'il est de 22,8 % au niveau départemental.
En 2018, la commune comptait 276 hommes pour 253 femmes, soit un taux de 52,17 % d'hommes, largement supérieur au taux départemental (48,89 %).
Les pyramides des âges de la commune et du département s'établissent comme suit.
| Hommes | Classe d’âge | Femmes |
| ------ | ------------ | ------ |
| 0,0    | 90 ou +      | 0,8    |
| 6,1    | 75-89 ans    | 9,4    |
| 14,4   | 60-74 ans    | 16,1   |
| 23,7   | 45-59 ans    | 21,2   |
| 16,9   | 30-44 ans    | 22,0   |
| 17,3   | 15-29 ans    | 12,9   |
| 21,6   | 0-14 ans     | 17,6   |

| Hommes | Classe d’âge | Femmes |
| ------ | ------------ | ------ |
| 0,5    | 90 ou +      | 1,4    |
| 5,5    | 75-89 ans    | 7,6    |
| 15,6   | 60-74 ans    | 16,3   |
| 20,8   | 45-59 ans    | 20     |
| 19,4   | 30-44 ans    | 19,4   |
| 17,6   | 15-29 ans    | 16,2   |
| 20,6   | 0-14 ans     | 19,1   |

### Sports et loisirs
Le club d'athlétisme Lagny Omnisport Cœur de Picardie, fondé en 1985, compte 257 licenciés en 203 et propose la course à pied, de loisir et de compétition, ainsi que des cours de remise en forme et des séances de marche nordique. Il dispose du gymnase Marcel-Caulo, inauguré en 2021,.

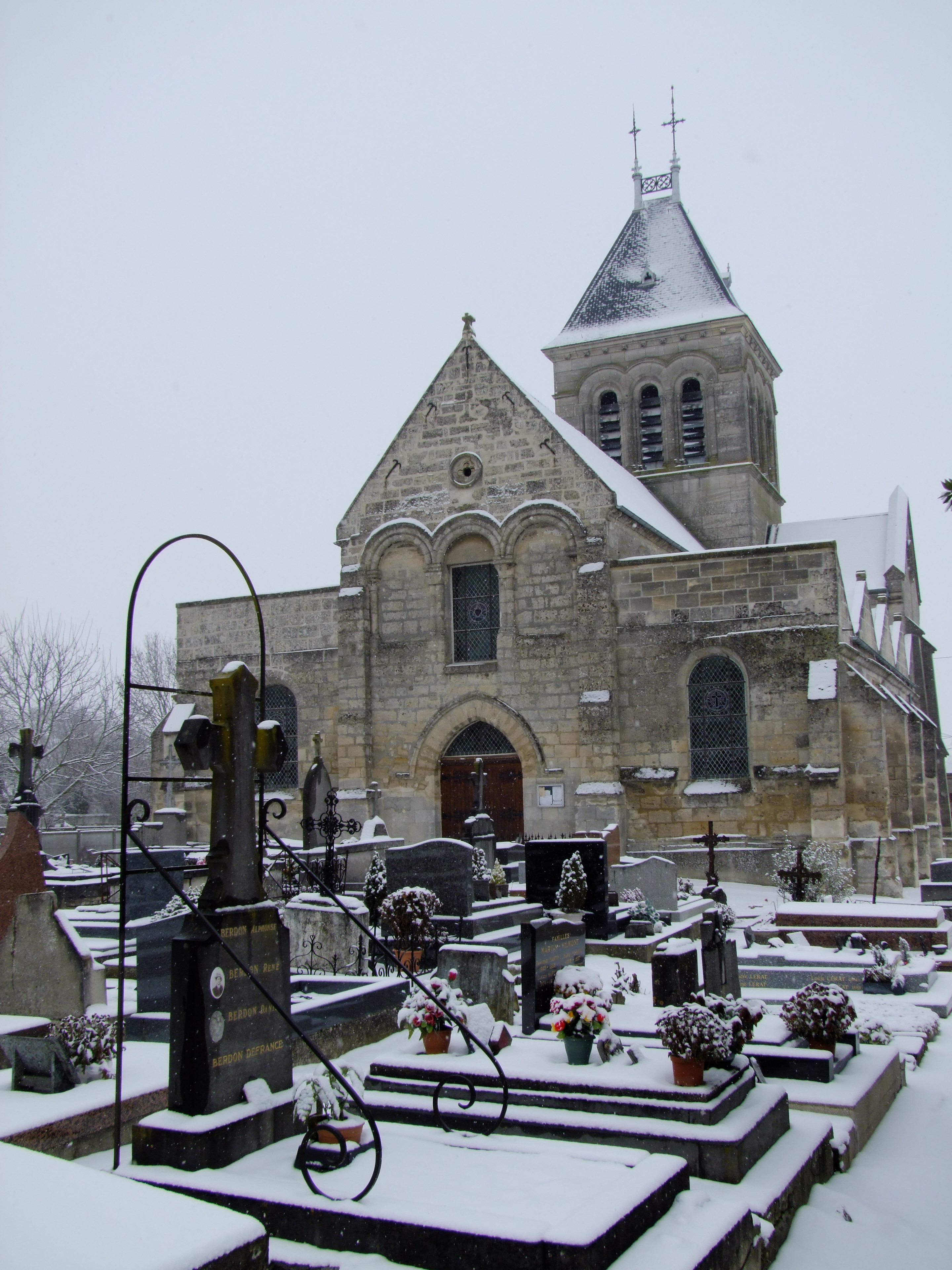
L'église Saint-Médard.

## Culture locale et patrimoine

### Lieux et monuments
- L'église Saint-Médard : 
Après la destruction de ses parties orientales durant la Première Guerre mondiale, l'église, qui datait principalement du XIIe siècle est reconstruite à l'identique dans les années 1920, et conserve donc son plan initial constitué d'une nef avec bas-côtés, un transept et un chœur à cinq pans. La nef, ancienne donc, est marquée par une façade originale comprenant un portail en arc brisé surmonté par trois arcades en plein cintre occupant toute la largeur de l'édifice, dont les deux extérieures sont aveugles, ainsi qu'un petit oculus en pignon. Cette façade élégante est décorée d'un  linteau en bois sculpté du XVIe siècle remonté dans le portail.
Le clocher rectangulaire est ajouré, sur chaque face, de trois baies en plein cintre garnies de colonnettes, et les cinq fenêtres du chœur comprennent un tore et une moulure soulignent l'archivolte et des colonnettes garnissent les piédroits.
L'église conserve trois statues de la poutre de gloire de l'ancien édifice : le Christ, la Vierge et saint Jean[40].

## Pour approfondir